# 1975 في جامايكا
فيما يلي قوائم الأحداث التي وقعت خلال عام 1975 في جامايكا.

## سياسة

### تعيين في المنصب
- 1 يناير – دودلي تومسون وزير الخارجية والتجارة الخارجية ‏.

### انتهاء فترة المنصب
- 1 يناير – ميخائيل مانلي وزير الخارجية والتجارة الخارجية ‏.

## مواليد

### مارس
- 13 مارس – شارمن هويل منافِسة أوليمبية من الولايات المتحدة الأمريكية.[1]
- 17 مارس – مايكل ماكدونالد عداء سرعة جامايكي.[2]

### أبريل
- 2 أبريل – شون رودين لاعب كمال أجسام أمريكي.
- 30 أبريل – ميلتون غريفيثز لاعب كرة قدم جمايكي.[3]

### أغسطس
- 22 أغسطس – أوستين كودرينغتون

### سبتمبر
- 17 سبتمبر – تاينا لورنس عداءة سرعة جامايكية.[4]

## وفيات

### يناير
- 1 يناير – ديوك ريد (مواليد 1915)[5]